# Mata Escura
Mata Escura é um bairro de Salvador, município capital do estado brasileiro da Bahia. Faz parte dos bairros que ficam situados na parte central da Cidade de Salvador. Na última regionalização municipal, a localidade passou a pertencer a área de atuação da Prefeitura Bairro (PB) VII Cabula/Tancredo Neves.
Por ter-se originado num lugar de cerrada Mata Atlântica, recebeu o lugar esta denominação.[carece de fontes?]
Ainda na década de 1930 foram construídas, para o abastecimento da cidade, duas represas no Rio Camurujipe, que corta o bairro: Prata e Mata Escura — projetadas pelo grande engenheiro baiano Teodoro Fernandes Sampaio.[carece de fontes?]
Na década de 1950 foi ali erguida a penitenciária Lemos de Brito, ainda hoje o maior presídio do estado, que possui um importante acervo histórico em seu museu.[carece de fontes?]

## História
No ano de 1870 o local foi objeto de arrendamento por parte de Flaviano Manoel Muniz e Maximiniano José da Encarnação, de sua proprietária, cujo nome conhecido é apenas Dona Feliciana — tendo sido a mesma loteada.[carece de fontes?]
No final do século XIX e início do século XX ali foram instalados alguns importantes terreiros de Candomblé entre eles a Casa de Oxumarê e o Terreiro Bate Folha este, lembrado em um grande sucesso, cantado pela estrela da axé music, Margareth Menezes, e hoje tombados como Patrimônio Histórico Nacional, pelo IPHAN.[carece de fontes?]
Na década de 1930, já se constatava a formação de núcleos de povoamento, com vários casebres — o que torna este bairro o primeiro a iniciar a expansão interiorana da Capital.[carece de fontes?]
Com o grande crescimento populacional de Salvador, a Mata Escura foi objeto do avanço urbanizador, com a instalação em sua área de diversos conjuntos habitacionais, a partir dos anos 1980. Além dessas construções, diversas "invasões" ocorrem, sobretudo nas áreas remanescentes da mata, ao sul da Penitenciária.[carece de fontes?]
Assim como em muitos outros bairros da capital baiana, a Mata Escura possui diversos problemas urbanos, relacionados ao transporte, limpeza pública e esgotamento sanitário, abrigando uma população de cerca de cem mil habitantes.[carece de fontes?]

## Demografia
Foi listado como um dos bairros mais perigosos de Salvador, segundo dados do Instituto Brasileiro de Geografia e Estatística (IBGE) e da Secretaria de Segurança Pública (SSP) divulgados no mapa da violência de bairro em bairro pelo jornal Correio em 2012. Ficou entre os mais violentos em consequência da taxa de homicídios para cada cem mil habitantes por ano (com referência da ONU) ter alcançado o nível mais negativo, com o indicativo de "mais que 90", sendo um dos piores bairros na lista.